# Mark Neveldine
Mark Neveldine, född 1973 i New York, är en amerikansk filmregissör, kameraoperatör, manusförfattare och filmproducent. Han är mest känd med sitt samarbete med Brian Taylor som duon Neveldine/Taylor.

## Filmer
- 2006 - Crank - Regissör, manus, kameraoperatör
- 2008 - Pathology - Producent, manus, kameraoperatör
- 2009 - Crank: High Voltage - Regissör, manus
- 2009 - Gamer - Regissör, manus
- 2010 - Jonah Hex - Manus